# Lycosa magnifica
Lycosa magnifica là một loài nhện trong họ Lycosidae.
Loài này thuộc chi Lycosa. Lycosa magnifica được Hsen Hsu Hu miêu tả năm 2001.